# Досије икс (1. сезона)
Прва сезона серије Досије икс је емитована од 10. септембра 1993. до 13. маја 1994. године и броји 24 епизоде.

## Опис
У главну поставу улазе Дејвид Дуковни и Џилијан Андерсон.

## Улоге

### Главне
- Дејвид Дуковни као Фокс Молдер
- Џилијан Андерсон као Дејна Скали

### Епизодне
- Мич Пилеџи као Волтер Скинер (Епизода 21)

## Епизоде
| Бр. у серији | Бр. у сезони | Назив           | Редитељ        | Сценариста                   | Пpемијерно емитовање |
| --- | ------------ | --------------- | -------------- | ---------------------------- | -------------------- |
| 1 | 1            | Пилот           | Роберт Мендел  | Крис Картер                  | 10. септембар 1993.  |
| Агенткиња Дејна Скали је добила задатак да ради са агентом Фоксом Молдером на досијеима икс у намери да изложи његов рад са паранормалним. Њихов први случај је наводна отмица ванземаљаца. Скоро коматозни човек, Били Мајлс, води своје ученике заједно са Терезом Немен у шуму где су побијени уз бљесак светлости. |              |                 |                |                              |                      |
| 2 | 2            | Дубоко Грло     | Данијел Секим  | Крис Картер                  | 17. септембар 1993.  |
| Молдер и Скали путују у Ајдахо са задатком да истраже нестанак војног пробног пилота. Примећују присуство необичне ваздухопловне активности, што указује Молдеру на постојање владине завере. Молдер се ушуњао у војну базу, али га је приметило светло летелице, па су га ухватили војници и памћење му је избрисано пре него што је пуштен. |              |                 |                |                              |                      |
| 3 | 3            | Стисак          | Хари Лонгстрит | Глен Морган и Џејмс Вонг     | 24. септембар 1993.  |
| Молдер и Скали истражују низ убистава где не постоји метод убице за долазак и одлазак. На Јуџина Виктора Тумса, наизглед обичног домара, Молдер сумња да је мутант који убије своје жртве цеђећи из њих животе да би опстао. |              |                 |                |                              |                      |
| 4 | 4            | Канал           | Данијел Секим  | Алекс Ганза и Хауард Гордно  | 1. октобар 1993.     |
| Шеф секције Скот Белвинс изражава забринутост за дирекцију одељења за досијее икс, Молдер постаје опседнут решевањем случаја који има паралелу са случајем који је видео као мали када се суочио са отмицом ванземаљаца и што објашњава Молдерову упорност да нађе своју сестру Саманту. |              |                 |                |                              |                      |
| 5 | 5            | Ђаво из Џерзија | Џо Наполитано  | Крис Картер                  | 8. октобар 1993.     |
| Убиство бескућника је врло слично са убиством из 1947. године што одводи Молдера и Скали до легендарног човека-звери, који се настаниио у кишној шуми око Атлантик Ситија. |              |                 |                |                              |                      |
| 6 | 6            | Сенке           | Мајкл Кетлман  | Глен Морган и Џејмс Вонг     | 22. октобар 1993.    |
| Када је невидљива сила починила низ убистава при којим је млада жена присутна, Молдер сумња да је то дух жениног бившег шефа за кога се сумња да се убио, али је у ствари убијен и штити је од свог пословног партнера. |              |                 |                |                              |                      |
| 7 | 7            | Дух у машини    | Џеролд Фримен  | Алекса Ганза и Хауард Гордон | 29. октобар 1993.    |
| Рачунар са врло великом памећу почиње да убија да би доказао своје постојање када почне да контролише целу зграду. |              |                 |                |                              |                      |
| 8 | 8            | Лед             | Дејвид Натер   | Глен Морган и Џејмс Вонг     | 5. новембар 1993.    |
| Када је арктички тим побијен између себе само неколико дана након што је пробио лед дубље него икад, Молдер и Скали сарађују са тимом лекара и научника на истрази. Откривају организам који зарази жива створења и тера домаћина да верује да постоји опасност и параноише, а нови тим почиње да се дезоријентише и да почиње да мисли које међу њима убица.                                                                                            |              |                 |                |                              |                      |
| 9 | 9            | Свемир          | Вилијам Грејем | Крис Картер                  | 12. новембар 1993.   |
| Тајанствена сила саботира свемирски лансирни програм који доводи право до командира тима, који је некад тврдио да је видео ванземаљца када је гледао Марс са Земљине орбите. |              |                 |                |                              |                      |
| 10 | 10           | Пали анђео      | Лери Шо        | Хауард Гордон и Алекс Ганза  | 19. новембар 1993.   |
| Молдер ставља будућност Досијеа икс када креће на место пада НЛО-а које је опколила војска. Ухапшен је и док је у затвору, упознаје Макса Фенига, НЛО истражитеља чија група прати Молдеров рад у досијеу икс. Када је Молдер пуштен, Скали наваљује да се врати у Вашингтон и да се суочи са надређенима и да покуша да спасе свој посао, али Молдер открива да је Фенинг нешто више него што изгледа, па игнорише Скалин савет и враћа се да га спасе. |              |                 |                |                              |                      |
| 11 | 11           | Ева             | Фред Гербер    | Кенет Билер и Крис Бранкато  | 10. децембар 1993.   |
| Када су два оца на различитим странама земље убијена у тачно исто време на тачно исти начин, Молдер и Скали откривају да су њихове осмогодишње ћерке савршене близнакиње и да су створене да наставе Личфилдов експеримент, пројекат из 1950. који је произвео дечаке Адаме и девојчице Еве који имају снагу и памет, али и психичко понашање. |              |                 |                |                              |                      |
| 12 | 12           | Пожар           | Лери Шо        | Крис Картер                  | 17. децембар 1993.   |
| Молдер истражује смрт Британца на имању старе девојке из Оксфорда. Сесил Ливели је пирокинетичар и има могућност да направи пожар умом и тражи жену сер Малколма Мердсена. |              |                 |                |                              |                      |
| 13 | 13           | Преко мора      | Дејвид Натер   | Глен Морган и Џејмс Вонг     | 7. јануар 1994.      |
| Затвореник Лутер Ли Богс, осуђен на смрт, тврди да има визије и да може да одведе Молдера до серијског убице у замену за блажу казну или доживотну. Улоге агената су обрнуте у овој епизоди, Молдер сумња у њега, али му Скали верује након што јој је речено да може преко њега да разговара са својим покојним оцем. |              |                 |                |                              |                      |
| 14 | 14           | Трансвестит     | Роб Боумен     | Лери Бербер и Пол Бербер     | 21. јануар 1994.     |
| Серија идентичних сексуалних убистава, где је убица очигледно и мушко и женско, одводи Молдера и Скали до заједнице Амиша који су можда пореклом ванземаљци, што их одводи до открића особе која може да мења пол. |              |                 |                |                              |                      |
| 15 | 15           | Лазар           | Дејвид Натер   | Алекс Ганза и Хауард Гордон  | 4. фебруар 1994.     |
| Када су агент ФБИ-а Џек Вилис и пљачкаш банак Ворен Дупре упуцани у тачно исто време у покушају пљачке банке, Дупре умире, а Вилис преживљава. Када је Вилис изашао из болнице и почео да се понаша чудно, Молдер мисли да је Дупреов дух ушао у Вилисово тело. |              |                 |                |                              |                      |
| 16 | 16           | Млад у срцу     | Мајкл Ленг     | Скот Кофер и Крис Картер     | 11. фебруар 1994.    |
| Психотички злочинац из једног Молдеровог ранијег случаја - Џон Барнет - се вратио да се освети Молдеру јер га је ухапсио. Пре него пто је Барнет пуштен, један лекар је нашао начин да обрне поступан старења - користећи Барнета као субјекта. Молдер и Скали журе да ухапсе непрепознатљивог младог Барнета пре него што испуни освету и побије Молдерове вољене.                                                                                      |              |                 |                |                              |                      |
| 17 | 17           | В.Б.Е.          | Вилијам Грејем | Глен Морган и Џејмс Вонг     | 18. фебруар 1994.    |
| Молдер и Скали добијају податак од Дубоког грла о НЛО-у који је оборен изнад Ирака и који је тајно пребачен у САД. Ипак, Дубоко грло тада намерно поведе агенте на погрешну страну да би их спречио да открију истину. |              |                 |                |                              |                      |
| 18 | 18           | Чудотворац      | Мајкл Ленг     | Крис Картер и Хауард Гордон  | 18. март 1994.       |
| Молдер и Скали путују у Тенеси да истраже "Министра чудотворца" и његову звездану атракцију - младића са могућношћу да излечи људе додиром - када је једна особа умрла одмах по излечењу. |              |                 |                |                              |                      |
| 19 | 19           | Облици          | Дејвид Натер   | Мерилин Озборн               | 1. април 1994.       |
| Молдер и Скали путују у Индијанско село на северозападу Монтане да истраже клање које је можда повезано са првим случајем досијеа икс који је отворио ФБИ и његовим главним осумњиченим ликантропом. |              |                 |                |                              |                      |
| 20 | 20           | Пада тама       | Џо Наполитано  | Крис Картер                  | 15. април 1994.      |
| Молдер и Скали путују у део Националног парка Вашингтона након што је цела група логораша нестала. Ускоро откривају да се невидљива сила која је лежала тамо пробудила. |              |                 |                |                              |                      |
| 21 | 21           | Тумс            | Дејвид Натер   | Глен Морган и Џејмс Вонг     | 22. април 1994.      |
| Тумс је пуштен из психијатријске болнице у коју је смештен након напада на Скали - и мора да убије још једну особу да би добио јетру са којом би могао у хибернацију на још тридесет година. Молдер и Скали се тркају са временом да нађу доказе о његовој повезаности са ранијим убиствима пре него што Тумс не нестане поново. Помоћник директора Волтер Скинер се појављује по први пут.                                                              |              |                 |                |                              |                      |
| 22 | 22           | Поново рођени   | Џеролд Фридмен | Хауард Гордон и Алекс Ганза  | 29. април 1994.      |
| Након што су детектив и његов партнер погинули под неразјашњеним околностима, злочини су повезани са девојчицом која је била сведок обе смрти, а Молдер верује да је она реинкарнација полицајца кога је убио колега. |              |                 |                |                              |                      |
| 23 | 23           | Роланд          | Дејвид Натер   | Крис Рапентал                | 6. мај 1994.         |
| Агенти Молдер и Скали истражују серију убистава у лабораторији Мејан када су у тиму научници побијени један по један, а једини осумњичени је ментално хендикепирани чистач Рoланд. |              |                 |                |                              |                      |
| 24 | 24           | Ерленмајер      | Р. В. Гудвин   | Крис Картер                  | 13. мај 1994.        |
| Наизглед обична потера одводи Молдера и Скали до научне лабораторије која би могла да пружи доказ о владиној завери. |              |                 |                |                              |                      |